# سورنا 4 (روبوت)
سورنا 4 هو روبوت بشري رباعي الأطراف من الجيل الرابع إيراني الصنع والتصميم. والذي يُعتبَر فخر الصناعات التكنولوجية الإيرانية في هذا المجال، حيث أن هكذا مشاريع في مجالات الإلكترونيات والميكانيك والذكاء الصناعي هي مشاريع ترسم مستقبل التطور التكنولوجي لجمهورية إيران، ويستطيع الروبوت Sorna 4 اكتشاف 100 أمر صوتي، منطوقة ومسموعة، وكذلك يستطيع أن يرى 100 كائن مختلف. ويمكنه أيضاً إقامة إتصال بعد تحويل النص إلى كلام. كما ويتميز بقدرته على المشي على السطوح غير المستوية، والحفاظ على توازنه عند بروز أي مشكلة والمشي سبعة كيلومترات في الساعة. ان روبوت سورنا-4 ذات الخصائص الإنسانية تم الإعلان عنه رسمياً سنة 2019م وهو ينتمي لعائلة سورنا الروبوتية والمتكونة من ثلاثة أجيال وهي سورنا-1 وسورنا-2 وسورنا-3.

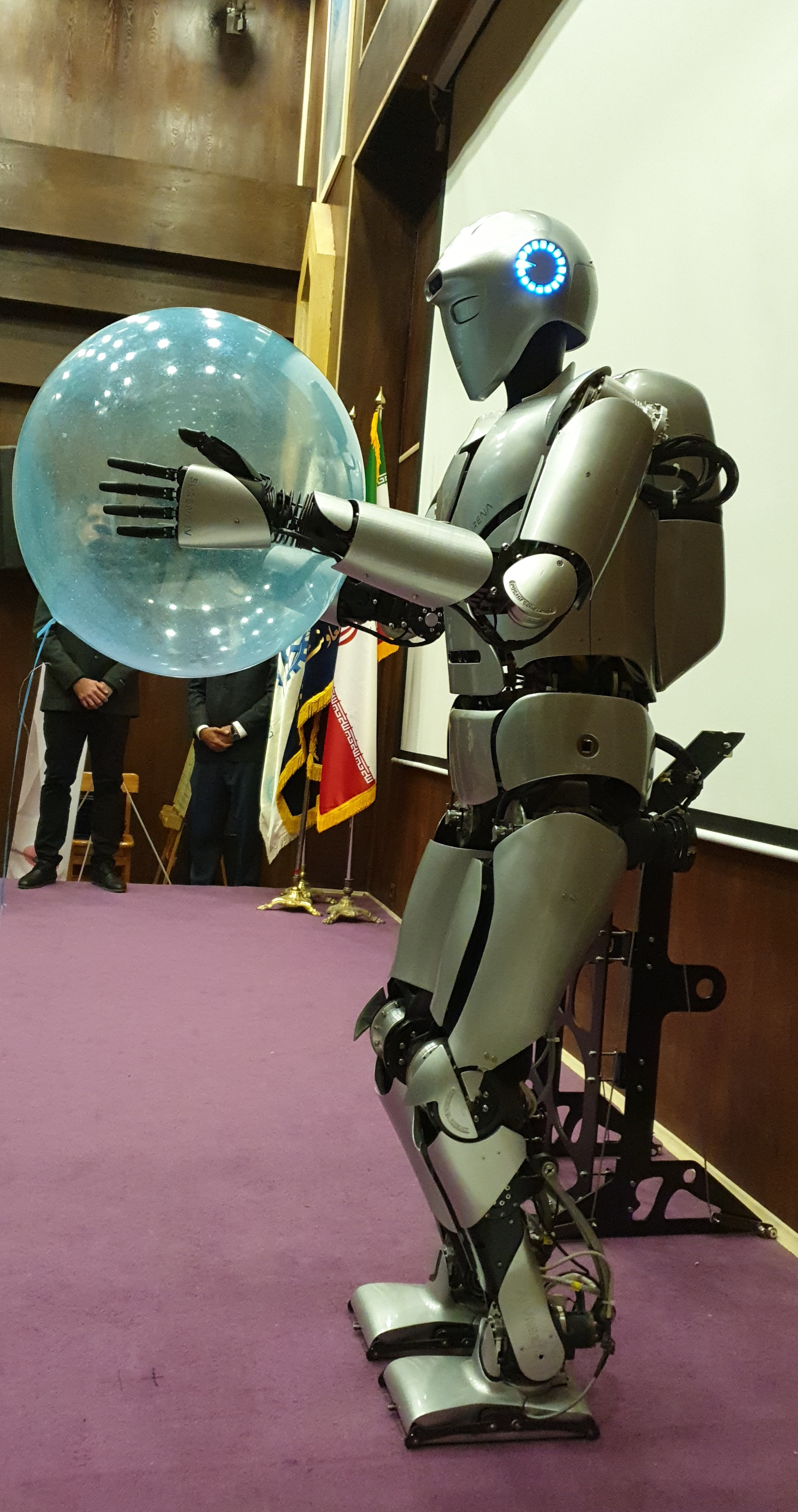
سورنا 4، هو الجيل الرابع في سلسلة سورنا الروبوتية

## التصميم والتصنيع
تم تصميم وتصنيع وإنتاج الروبوت سورنا-4 ذات المواصفات البشرية على يد المتخصصين الإيرانيين في جامعة طهران. ولحد الآن صُمِّمَت وصُنِعَت أربع نسخ منه. لينظم بدوره للمشروع الوطني للروبوتات ذات السمات إلانسانية في جمهورية إيران.

## الإعلان عن الجيل الرابع من عائلة الروبوت سورنا
أعلنت جمهورية إيران رسمياً يوم السبت 14/12/2019م، عن روبوت بشري من الجيل الرابع يدعى سورنا. وذلك بالتزامن مع إسبوع (التقنية والتكنولوجيا) في الكلية التقنية بجامعة طهران. وشارك في عرض الروبوت الذي شهدته العاصمة طهران، نائب الرئيس الإيراني للعلوم والتكنولوجيا، سورنا ستاري والذي بين ان هكذا مشاريع في مجالات الإلكترونيات والميكانيك والذكاء الصناعي هي مشاريع ترسم مستقبل التطور التكنولوجي للبلد وقال: يوجد في إيران ثلاثة شركات معرفية تقوم بنشاطات في مجال إنتاج الروبوت الاجتماعي المبني على الذكاء الصناعي. وقد ظهر الروبوت سورنا 4 خلال عرضه وهو يمشي ويلتقط بالوناً بيديه، ويجرى محادثة. بالإضافة إلى ذلك فقد أعلن مدير مشروع تصنيع الروبوت الإيراني عقيل يوسفي، إنه بعد تصنيع الجيل الرابع من روبوت سورنا سيتم تصنيع الجيلين الخامس والسادس. وأضاف: إنه في الجيل الخامس، سيركز الروبوت المصنع على زيادة السرعة والتكرار.

## خصائص ومواصفات الروبوت سورنا 4
ان الجيل الرابع من الروبوت Sorna، يستطيع الحفاظ على توازنه إذا تعرض للدفع أو الانزلاق. كما وله القدرة على اكتشاف 100 أمر صوتي، منطوقة ومسموعة، ويمكنه إقامة إتصال وذلك بعد تحويل النص إلى كلام، كما يستطيع الروبوت أن يرى 100 كائن مختلف. ويتم في هذا الروبوت استخدام مشغلات ومحركات أصلية ومن إنتاج محلي إيراني بالكامل. ويبلغ طول الجيل الرابع من سورنا 170 سنتيمتراً ووزنه 70 كيلوغراماً، ويتميز هذا الروبوت بالمشي لمسافة 7.0 كيلومتر في الساعة وان يستدير في مكانه. ومن ميزاته الأخرى المشي على السطوح غير المستوية والحفاظ على توازنه الحركي عند بروز مشكلة. ومن المميزات الإضافية لروبوت سورنا-4 هي ركل الكرة والقيام بحركات متنوعة كالمصافحة والترحيب والتنقل ورفع الأشياء الصغيرة والكبيرة والقدرة على رد الجواب والرؤية وتمييز 100 شيء مختلف والكتابة ومحاكاة حركات الآخرين وتحريك اليد والقدم معاً.

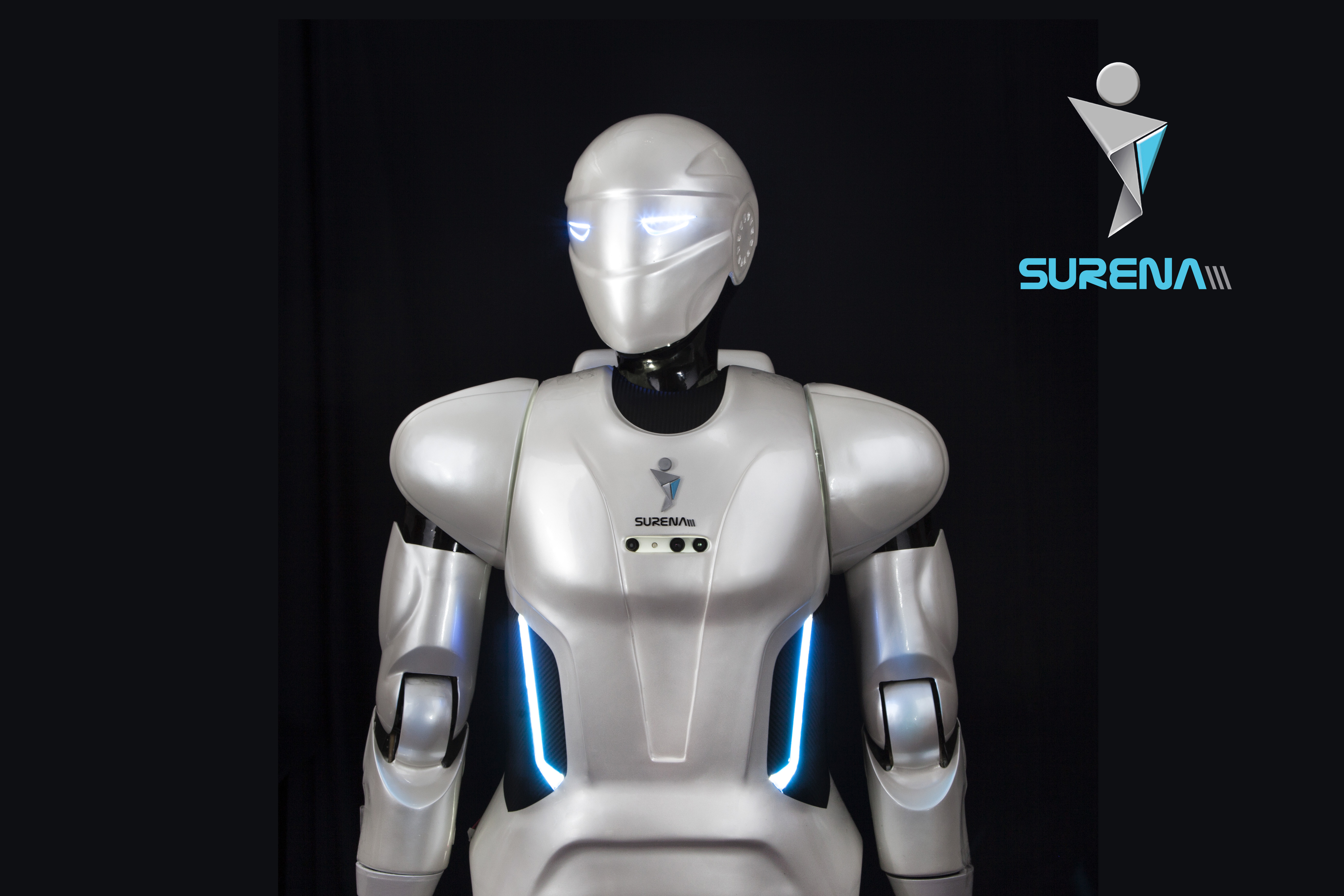
الجيل الثالث من الربوت البشري الإيراني سورنا في مركز الأنظمة والتقنيات المتقدمة، والذي سبق الجيل الرابع

## تسويق الجيل الرابع من روبوتات سورنا
قال نائب الرئيس الإيراني في شؤون العلوم والتكنولوجيا سورنا ستاري: إنّ مشروعات مثل الروبوت والإنسان الآلي تُعَد رمزية حتى نتمكن من استخدام التقنيات الموجودة في البلاد وتنفيذها في أماكن أخرى، لكننا ندعم تسويق المعرفة التقنية للروبوت. وقال سورنا ستاري،  في حوار مع مراسل فارس رداً على سؤال حول تسويق الروبوتات المماثلة للإنسان المحلية الصنع، «إن الروبوت الإيراني من جيل Sorna 4 لديه قدرات جديدة أفضل من سابقاته، ولكن هذا المشروع يُعَد من المشاريع الرمزية بشكل عام». وأضاف: إن الغرض الرئيسي من تنفيذ هذه المشاريع هو أن تكون قادرة على تطبيق المعرفة والتقنيات المتاحة في البلاد في مختلف المجالات ورؤية تطبيقاتها العلمية. وتابع ستاري: يرعى القسم الرئاسي للعلوم والتكنولوجيا مشروع التسويق بطبيعة الحال، وقد أخبرنا المدراء التنفيذيين للمشروع أنهم سينالون دعمنا إذا وجدوا له الزبائن. وأوضح مساعد الرئيس في شؤون العلوم والتكنولوجيا: ثمّة محادثات تجري حالياً لتسويق المعرفة التقنية للروبوت في الصناعات التعليمية ولعب الأطفال، وعلينا انتظار النتائج.

## طالع ايضاً
- سينا (روبوت)
- روبوت مفتوح المصدر
- روبوت صناعي
- سورنا 3 (روبوت)